# Alessandro Moreschi

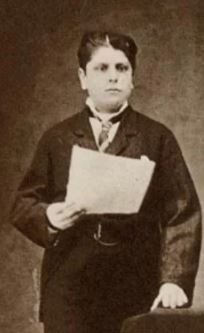
Alessandro Moreschi ca. 1875

Alessandro Moreschi (* 11. November 1858 in Monte Compatri; † 21. April 1922 in Rom) war päpstlicher Sänger der Sixtinischen Kapelle, einer der letzten Kastratensänger und zugleich der einzige, von dem heute noch Tonaufnahmen vorliegen.

## Leben
Datum und Umstände seiner Kastration sind nicht bekannt, man hat jedoch vermutet, dass sie 1868 erfolgte, etwa zwei Jahre bevor die Knabenkastration endgültig verboten wurde, um ihn, im Einklang mit medizinischen Vorstellungen dieser Zeit, vor einer Cholera-Epidemie zu schützen, die zu dieser Zeit in seiner Heimatregion wütete. 1871 begann er sein Gesangsstudium unter Gaetano Capocci im Chor der Sixtinischen Kapelle bei dem Tenor Nazzareno Resati und an der Gesangschule von San Salvatore in Lauro. Capocci wurde zu seinem wichtigsten Förderer. 1873 ernannte dieser ihn zum Ersten Sopran des Chors der Lateranbasilika, wo er selbst als Organist und Kapellmeister amtierte. Unter Capocci wurde Moreschi zu einem gefragten, auch bei Privataufführungen eingesetzten Sopranisten. Als Capocci in der Fastenzeit 1883 Beethovens Oratorium Christus am Ölberge in einer italienischen Bearbeitung von Franz Sales Kandler aufführte, gab er Moreschi den Part des Seraphs zu singen, der den Einsatz der Sopranstimme bis zum dreigestrichenen e erfordert, und dieser Auftritt begründete dann auch Moreschis Ruhm und soll die Veranlassung für seinen Beinamen „der Engel von Rom“ gegeben haben. Er erhielt daraufhin die Einladung, sich für den Eintritt in den päpstlichen Chor (Cappella Musicale Pontificia), die sogenannte Sixtinische Kapelle oder Sixtina, zu bewerben, wo er dann am 22. März 1891 als Sopran die Nachfolge des Kastraten Evangelista Bocchini antrat. 1896 erhielt er zusätzlich die Erlaubnis zur vollen Mitgliedschaft in der Cappella Giulia des Petersdoms und in der Kapelle der Lateranbasilika.
Leiter der Sixtina war seit 1881 der Kastrat Domenico Mustafà, wie Capocci Vertreter eines hergebrachten, aber vielfach bereits als verkommen und verweltlicht kritisierten Stils, gegen den die Vertreter des Cäcilianismus die Rückkehr zu den Prinzipien der Vokalpolyphonie der Renaissance forderten. Unter Mustafà avancierte Moreschi 1891 zum Sekretär (puntatore) und 1892 zum maestro pro tempore, letzteres ein administratives Amt, zu dessen Aufgaben die Organisation von Proben und die Aufsicht über die Pflichterfüllung der Chormitglieder gehörte, aber auch die Mitwirkung bei der Auswahl von Solisten und an der Entwicklung des Repertoires gehörte. Als Mustafà nach fünfzig Jahren Mitgliedschaft und unter dem Eindruck zunehmender Kritik sich 1898 zum Rückzug in den Ruhestand entschloss, empfahl er als seinen Nachfolger Lorenzo Perosi, der am 15. Dezember 1898 zunächst als sein Co-Direktor ernannt wurde. Perosi, ein Priester und bedeutender Komponist, von dem sich Mustafà die Fortsetzung seiner eigenen Bestrebungen versprochen hatte, stand jedoch dem Cäcilianismus nahe. Er erwies sich nicht nur in musikalischen Fragen als Gegenspieler Mustafàs, sondern setzte sich auch aus moralischen und humanitären Gründen gegen die weitere Berufung von Kastratensängern ein.
Der zunehmende Einfluss Perosis und die ständigen Reibereien zwischen den beiden Leitern der Sixtina schränkten auch Moreschis Wirkungsmöglichkeiten in der Sixtina ein. Von seiner anhaltenden Wertschätzung außerhalb des Vatikans zeugt jedoch sein Auftritt am 9. August 1900 in nicht genau bekannter, wahrscheinlich solistischer Funktion bei den Begräbnisfeierlichkeiten für König Umberto I., für dessen Familie er schon an den jährlichen Gedenkmessen für Umbertos Vater Viktor Emanuel II. mitgewirkt hatte, und zu dessen Witwe auch insofern eine Beziehung bestanden haben könnte, als diese ebenfalls von Capocci musikalischen Unterricht erhalten hatte.
Nachdem Mustafà noch 1895 in einer Audienz mit Papst Leo XIII. eine Ergänzung der Satzung ausgehandelt hatte, durch die 240 Lire für die Erziehung von zwei kastrierten Knaben bereitgestellt wurden, vermochte Perosi seinerseits am 3. Februar 1902 in einer Audienz mit dem Papst ein Verbot der weiteren Berufung von Kastratensängern an der Sixtina zu erwirken. Mustafà, der seine eigene Kastration als schweres Leid empfand, ging es in dieser Frage um den Erhalt einer musikalischen Tradition der Sixtina, die er nur durch Kastratensänger gewährleistet, durch die Aufnahme nichtkastrierter Knaben aus anderen Chören Roms hingegen gefährdet sah. Als er im Protest gegen diese Entscheidung seinen Rücktritt anbot, wurde dieser angenommen und sein Titel in das eines direttore perpetuo „ehrenhalber“ umgewandelt. Nach dem Tod Leos XIII. am 20. Juli 1903 trat mit Pius X. ein langjähriger Bekannter und Förderer Perosis die Nachfolge an. Der neue Papst bekräftige am 22. November 1903 in seinem Motu Proprio Tra le sollecitudini im Rahmen einer allgemeinen, im Sinne des Cäcilianismus auf die Zurückdrängung weltlicher und „moderner“ Einflüsse angelegten Neuordnung der katholischen Kirchenmusik noch einmal das Verbot der Zulassung von Frauen zum Kirchengesang und schrieb vor, dass bei Bedarf für hohe Stimmlagen Knaben (fanciulli) zu verwenden seien. Die von seinem Vorgänger für die Sixtina eingeführte Praxis wurde dadurch auch kirchenweit festgeschrieben, auch wenn kein ausdrückliches allgemeines Verbot ausgesprochen wurde und auch über die Weiterbeschäftigung bereits berufener Kastraten damit noch nichts entschieden war.
Es ist möglich, dass Moreschi bei den Feiern zur Wahl des neuen Papstes noch beteiligt war, und auch am Hochamt in Sankt Peter zur Feier des 13. Centenars Gregors des Großen soll er 11. April 1904 noch mit zwei weiteren Kastraten, unter insgesamt rund 1200 Sängern, mitgewirkt haben. An den Tonaufzeichnungen, die ebenfalls im April auf Wunsch des Papstes durch William Sinkler Darby von der Gramophone Company von einigen der dort aufgeführten Stücke nachträglich angefertigt wurden, ist seine solistische Beteiligung verbürgt. Ähnliche Tonaufzeichnungen waren schon 1902 zwischen dem 3. und 5. April angefertigt worden, bei denen unter Mitwirkung und sogar Leitung Moreschis ausgewählte Kastratensänger zusammen mit anderen Sängern der Sixtina sieben Stücke des nicht mehr erwünschten Stils, unter anderem von Mozart, für Fred Gaisberg und Alfred Michaelis von der Grammophone Company einspielten. Die Aufnahmen von 1902 und 1904 sind die einzigen erhaltenen Tonaufzeichnungen von Kastratensängern dieser mehr als dreihundertjährigen Tradition.
Im Päpstlichen Jahrbuch (Annuario Pontificio) wurde Moreschi weiterhin als Mitglied des päpstlichen Chors gelistet, bis er am 22. März 1913 in den Ruhestand trat. Auch in den nachfolgenden Jahren blieb er bis zum Vorjahr seines Todes regelmäßig als Emeritus verzeichnet. Über die letzten Jahre Moreschis ist wenig bekannt. Er blieb noch bis mindestens 1914 aktiv in der Cappella Giulia des Petersdom, wo außer ihm als Kastraten auch seine langjährigen Kollegen Domenico Salvatori (1855–1909, Mitglied der Sixtina seit 1878) und Vincenzo Sebastianelli (1851–1919, Mitglied der Sixtina seit 1880) mitwirkten. Im November 1904 übernahm er die Unterrichtung des Knabensoprans Domenico Mancini, der sich in der Folgezeit den Stil Moreschis antrainierte und ihn nach dem Stimmbruch als Falsettist weiterentwickelte, aber als Kastrat verdächtigt wurde und bei Perosi auf Ablehnung stieß. 1911 trat Moreschi in Tivoli in einem Konzert aus Anlass eines musikwissenschaftlichen Kongresses auf. Franz Haböck (1868–1921), Professor an der nachmaligen Staatsakademie für Musik in Wien, besuchte und befragte Moreschi 1914 im Rahmen der Vorbereitungen für sein monumentales Werk über die Gesangskunst der Kastraten, das nach dem Tod Haböcks postum von dessen Frau veröffentlicht wurde  und eine wichtige Quelle für die Kenntnis Moreschis darstellt. Haböck hatte die Absicht, Moreschi für eine Konzerttour zu Ehren Farinellis zu gewinnen, stellte jedoch fest, dass Moreschi, der in früheren Jahren einen Stimmumfang von zweieinhalb Oktaven besaß, nur noch weniger als zwei Oktaven beherrschte und besonders in den hohen Lagen Unsicherheiten zeigte.
Um die Osterzeit 1919 erkrankte Moreschi an einer unbekannten Infektionskrankheit, von der er sich nicht wieder erholt zu haben scheint. Nach längerer Krankheit verstarb er am Morgen des 21. April 1922 in seiner langjährigen Wohnung in der Via Plinio Nr. 19, am 23. April fand der Leichenzug statt. Perosi selbst leitete auf eigenen Wunsch die Begräbnismesse, die unter Beteiligung von Sängern aller Chöre Roms in San Lorenzo in Damaso stattfand. Moreschis Grab befindet sich auf dem Cimitero del Verano. Im Päpstlichen Jahrbuch von 1922 wurde seines Todes, abweichend von den Gepflogenheiten, nicht gedacht.
Die Bezeichnung Moreschis als „letzter Kastrat“ wurde durch die Gramophone Company geprägt und kann sich darauf stützen, dass von den ähnlich lange aktiv gebliebenen Kastratensängern seiner Generation ansonsten nur noch Salvatori und Sebastianelli bekannt sind, die beide, ebenso wie sein früherer Direktor Mustafà († 1912), vor ihm starben. In seiner Dissertation über den Niedergang des Kastratentums vertrat Gerold W. Gruber 1982 die Auffassung, dass durch Analyse von Tonaufzeichnungen Kastratenstimmen auch noch in späteren Jahren unter den Vatikanischen Sängern zu identifizieren seien und als der letzte Kastrat wahrscheinlich Moreschis letzter Schüler, Domenico Mancini, anzusehen sei, der erst 1959 in den Ruhestand trat, seinerseits aber stets versichert hatte, lediglich Falsettist zu sein.

## Rezeption
„Der letzte Glanz dieser eigenartigen Sängergattung ruht auf dem noch immer stimmgewaltigen Professor Alessandro Moreschi […]. Ich hatte schon bei früheren mehrmaligen Aufenthalten in Rom Gelegenheit, den Kastratengesang zu hören, besonders eingehend befaßte ich mich aber zu Ostern 1914 mit dem Studium der Stimme Moreschis […]. Alessandro Moreschis Stimme überragt trotz seiner vorgerückten Jahre alle übrigen Kapellsänger, darunter vorzügliche Tenor- und Baßstimmen, weit an Glanz und Kraft. Wenn seine Stimme im crescendo sich über den Chor hinaushebt, übertönt er die mitsingenden Knabensoprane so gänzlich, wie ein Scheinwerfer kleine Wachslichtchen überstrahlt. Der Charakter von Moreschis Stimme ist vom weiblichen und männlichen Stimmklange sehr auffällig verschieden. Am ehesten könnte man von ihr sagen, sie sei im Jünglingsalter zwischen Knabenstimme und Tenor stehen geblieben und habe einen überirdischen Zauber jugendlicher Reinheit und Frische behalten. […] Moreschis Stimme kann man nur mit der Klarheit und Reinheit des Kristalls vergleichen. Die absolute Gleichmäßigkeit und Gleichfarbigkeit seiner Töne, die ungemein mächtig, hell, durchsichtig, süß, aber doch anders wie Frauenstimmen, aber auch anders wie Knabenstimmen klingen, die vollkommene Mühelosigkeit, welche man bei seiner von unerschöpflicher Atemkraft beherrschten Stimmgebung physisch mitempfindet, erweckte in mir die zwingende Vorstellung des herrlichsten Blasinstrumentes, das je durch den menschlichen Odem Beseelung fand. Dieses quellende Ansteigen im crescendo, dieses fast ohne jede Einbuße an belebter Tonfülle einem Akzent auf dem Höhepunkt des messa di voce folgende Verklingen des Tones, das sich eigentlich bloß zu einem endlosen, ruhigen, kaum merklich abnehmenden tenuta la voce zu wandeln scheint, habe ich sonst nie von einem Sänger oder Instrumentalisten gehört; einem Oboisten oder einem Trompeter wäre ähnliches vielleicht am ehesten möglich. Moreschis Stimme muß in ihrer Blütezeit nach der Höhe zu mindestens bis zum d’’’ oder e’’’gereicht haben, da beispielsweise die Partie des Seraphs in Beethovens ‚Christus am Ölberge‘, welche er mit 25 Jahren sang, diese Töne […] fordert. Seit Jahren erstreckt sich aber der Umfang seiner Stimme nur mehr von a–g’’. Die Töne im Zentrum der Stimme zwischen f’ und d’’ waren 1914 noch von einer Schönheit und Wucht, die man sich kaum vorstellen kann, wenn man sie nicht gehört hat.“

## Diskografie
- Alessandro Moreschi: The last castrato. Complete Vatican recordings. Opal 9823, 1984 und 1987 (Helikon, Heidelberg) – Aufnahmen aus den Jahren 1902 und 1904.